# Ergates faber
Ergates faber là một loài bọ cánh cứng trong họ Cerambycidae.

## Hình ảnh

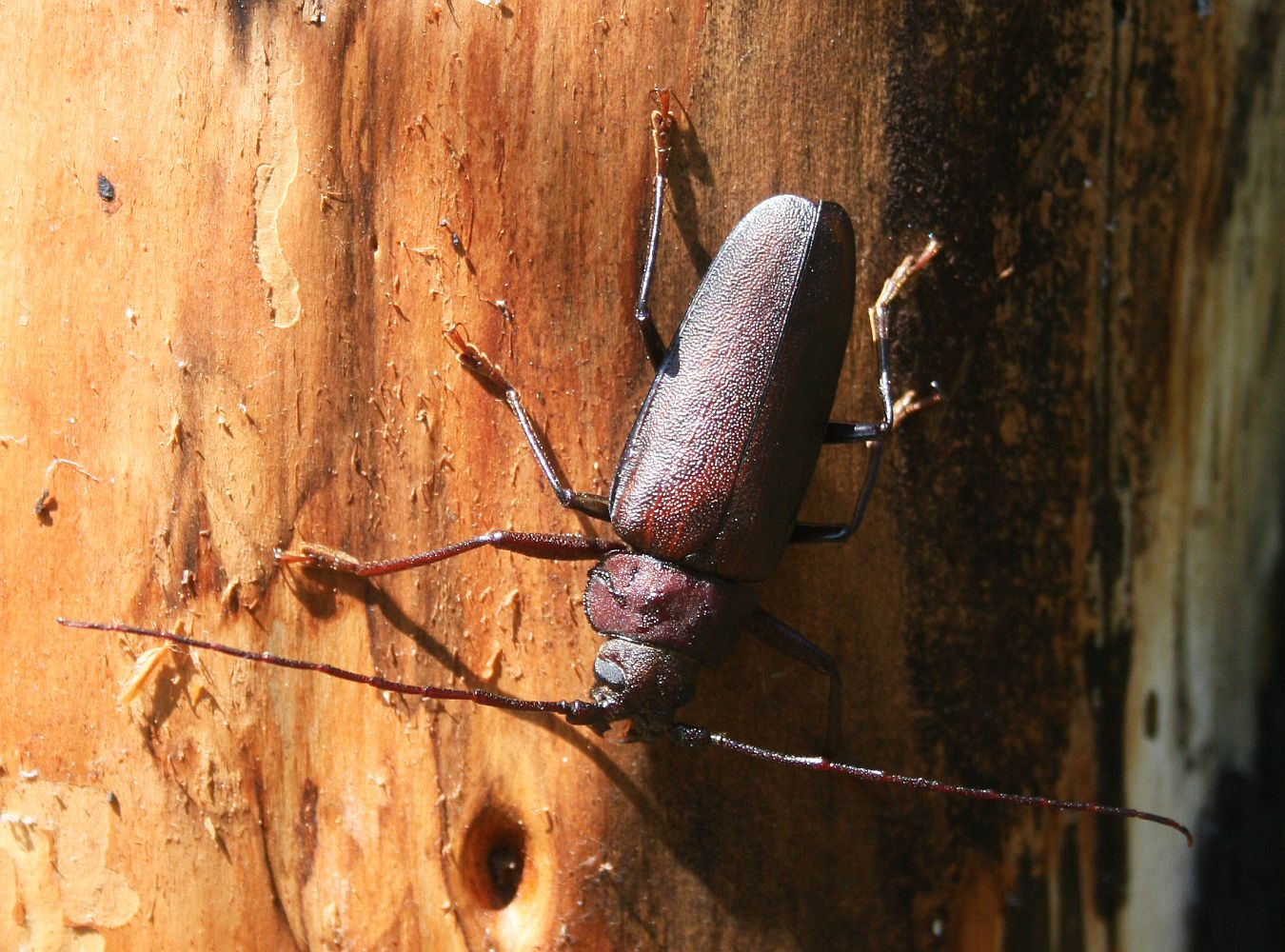
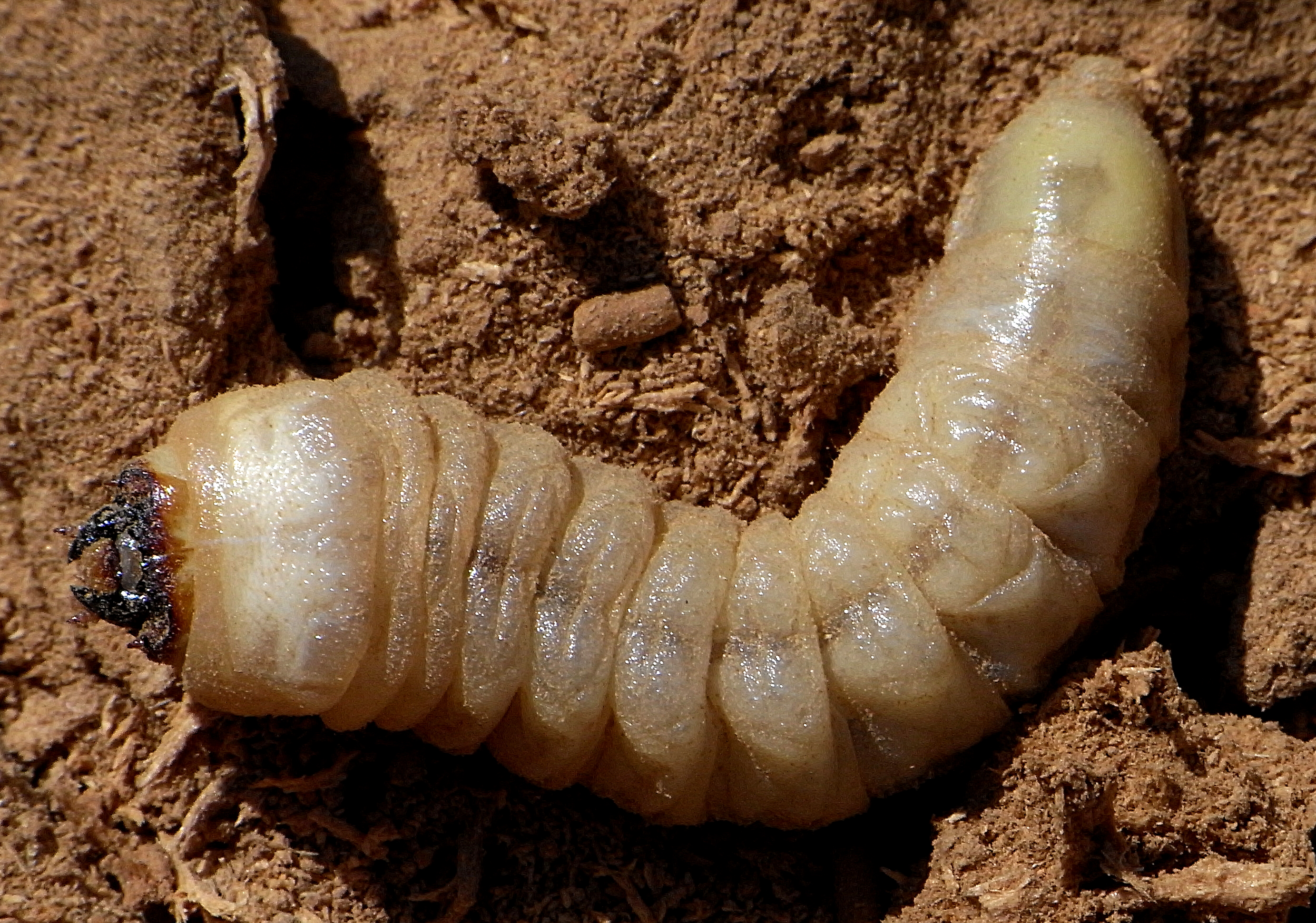
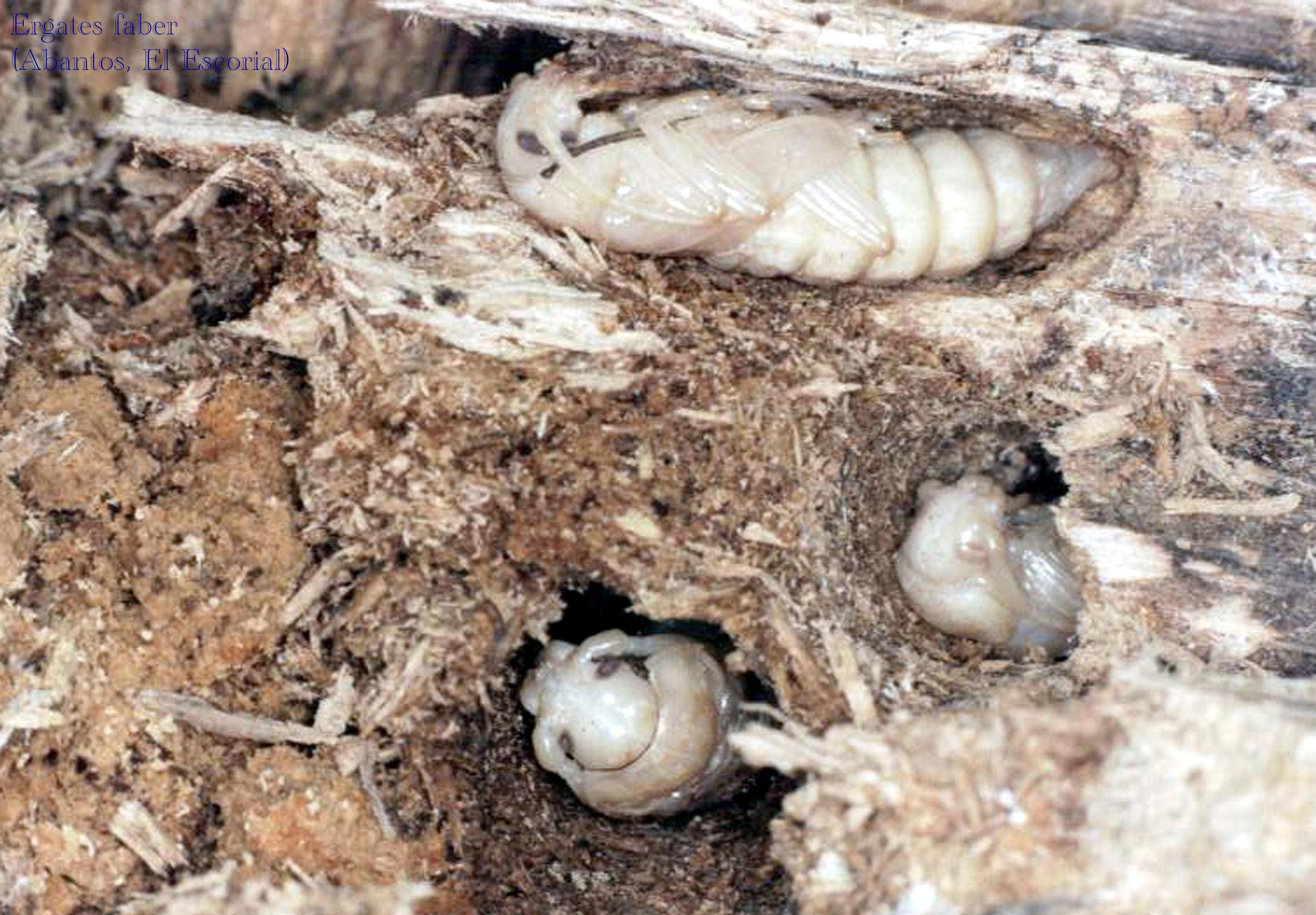
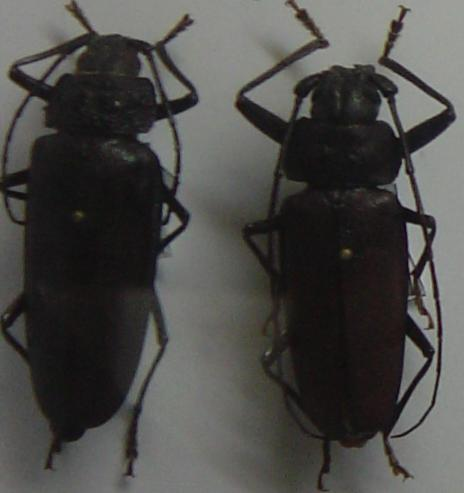